# Accidentally on Purpose
Accidentally on Purpose (pt: Acidente de Percurso) é uma sitcom americana, que estreou na emissora CBS em 21 de setembro de 2009. A série é protagonizada por Jenna Elfman e é baseada no livro de Mary F. Pols. A primeira temporada contém 18 episódios.

## Sinopse
A série gira em torno de Billie (Jenna Elfman), uma crítica de cinema de São Francisco em seus 30 e pouco anos. Billie conhece Zack (Jon Foster), um aspirante a chef anos mais jovem que ela, em um bar local e eles acabam dormindo juntos por uma noite. Logo ela descobre que está grávida e decide ter a criança. Ela deve lidar com seu chefe e ao mesmo tempo ex-namorado James, que sente ciúmes de Zack. Antes da história começar, ela tinha esperança de que James a pediria em casamento, mas ele disse a ela que não estava preparado devido ao fracasso de seu casamento anterior.
Graças à essa chegada inesperada, Billie e Zack concordam em morar juntos platonicamente, já que o único lugar que Zack tinha para ficar era sua van. Enquanto Billie recebe apoio e conselhos de sua melhor amiga (e colega jornalista) Olivia (Ashley Jensen) e sua comportada, casada e mais jovem irmã Abby, ela também tem que lidar com Davis, um dos amigos folgados de Zack, que começam a se reunir em sua casa, levando Billie a questionar se ela está morando com um namorado, colega de quarto ou se tem apenas uma segunda criança pra criar.
A música tema da série é "Birds of a Feather", escrita por David Fagin na banda de indie-rock The Rosenbergs. A canção está no álbum Department Store Girl.

## Elenco
- Jenna Elfman como Billie Chase
- Jon Foster como Zack
- Ashley Jensen como Olivia
- Nicolas Wright como Davis
- Grant Show como James
- Lennon Parham como Abby Chase
- Pooch Hall como Ryan

## Equipe
•	Claudia Lonow - Escritora
•	Lloyd Braun - Produtor Executivo
•	Gail Berman - Executive Producer 
•	Jack Rudy - Supervisor Musical    